# 최성용
최성용(崔成勇, 1975년 12월 25일~)은 대한민국의 축구인이다. 선수 시절 수비형 미드필더, 풀백으로 활동했다.

## 구단 경력
1975년 대한민국 경상남도 마산시에서 태어나 합포초등학교, 마산중앙중학교, 마산공업고등학교, 고려대학교를 졸업했고 1997년 상무 축구단에 입대해 군 복무를 마쳤다. 1999년 J리그의 비셀 고베에서 프로 생활을 시작하였고, 2001년 오스트리아 분데스리가의 LASK 린츠로 이적하여 활약하였으나, 2000-01 시즌 결과 팀은 최하위로 2부 리그로 강등되었다. 결국, 2002년 K-리그의 수원 삼성 블루윙즈로 이적하였고, 2004년 수원 삼성의 K리그 우승 등에 큰 공헌을 하였다. 2006년 7월 J리그 2부의 요코하마 FC로 이적하였고, 그 해 요코하마 FC의 1부 리그 승격에 공헌하였다.
2007년 울산 현대 호랑이로 이적했으나 8경기 출전에 그쳤고, 2008년 J리그 2부의 더스파 구사쓰로 옮겨서 3시즌 간 활약하였다.

## 국가대표팀 경력
1995년 2월 19일 다이너스티컵에서 일본과의 경기로 A매치 데뷔전을 치렀고, 1998년 3월 4일 같은 대회에서 중국과의 경기에서 첫 A매치 득점을 올렸다. 1998년 FIFA 월드컵에 출전하였고, 2002년 FIFA 월드컵에 최종 엔트리에 포함되었지만 본선 경기에서 기용되지는 않았다.

## 지도자 경력
2011 시즌 강원 FC의 리저브 팀 코치가 되었다.
2013년부터 수원 삼성 블루윙즈의 1군 코치로 부임하였다. 그 후 다롄 이팡과 상하이 선화의 코치를 지내기도 하였다.
2022 시즌 중 수원 삼성 블루윙즈의 수석코치로 부임했다. 같은 해 P급 자격을 취득했다.
2023 K리그1 시즌 초반 7경기에서 2무 5패에 그쳐 이병근 감독이 슈퍼매치를 앞두고 경질되자, 감독 대행에 올랐다.
2023년 5월 5일 인천과의 원정 경기에서 리그 11경기만에 1승을 거두었고, 김병수가 수원의 새 감독으로 부임한 후 주승진에게 수석코치를 넘기고 물러났다.

## 그 외
2003년 12월 28일, 일본의 배우 아베 미호코와 결혼하여 2006년 11월 2일에 아들이 태어났다. 현재 슬하에 2남을 두고 있다.

## 경력 목록

### 클럽 경력
- 1997년 ~ 1998년 상무 (군복무)
- 1999년 ~ [[2000년 비셀 고베
- 2001년 LASK 린츠
- 2002년 ~ 2006년 수원 삼성 블루윙즈
- 2006년 요코하마 FC
- 2007년 울산 현대 호랑이
- 2008년 ~ 2010년 더스파 구사쓰

### 국가대표팀 경력
- 1996년 하계 올림픽 대표
- 1998년 FIFA 월드컵 대표
- 2000년 AFC 아시안컵 대표
- 2002년 FIFA 월드컵 대표

### 지도자 경력
- 2011년 ~ 2012년 강원 FC 코치
- 2013년 ~ 2018년 수원 삼성 블루윙즈 코치
- 2019년 다롄 이팡 코치
- 2019년 ~ 2021년 상하이 선화 코치
- 2022년 ~ 2023년 수원 삼성 블루윙즈 수석코치
- 2023년 수원 삼성 블루윙즈

## 수상

### 개인
- 2002년 자황컵 체육대상 남자 최우수상 수상
- 2002년 체육훈장 맹호장

### 클럽

#### 수원 삼성 블루윙즈
- K-리그 우승 1회 (2004년)
- FA컵 우승 1회 (2002년)
- 하우젠 컵 우승 1회 (2005년)
- 대한민국 슈퍼컵 우승 1회 (2005년)
- 아시아 클럽 챔피언십 우승 1회 (2002년)
- 아시아 슈퍼컵 우승 1회 (2002년)
- A3 챔피언스컵 우승 1회 (2005년)

#### 요코하마 FC
- J2리그 우승 1회 (2006년)

#### 울산 현대 호랑이
- 하우젠 컵 우승 1회 (2007년)

### 국가 대표팀
- 2000년 AFC 아시안컵 3위
- 2002년 FIFA 월드컵 4위